# Hedwigia. Ein Notizblatt für kryptogamische Studien
Hedwigia. Ein Notizblatt für kryptogamische Studien (abreviado Hedwigia) fue una revista ilustrada con descripciones botánicas que fue editada en Dresde. Se publicaron 82 números en los años 1852-1944.

## Observaciones
- Los vols. 24-26 (1885-87) fueron subtituldos Organ für specielle Kryptogamenkunde nebst Repertorium für kryptogamische Literatur;
- Los vols. 27-36 (1888-97) fueron subtitulados Organ für Kryptogamenkunde nebst Repertorium für kryptogamische Literatur;
- Los vols. 37-82 (1898-1944) fueron subtitulados Organ für Kryptogamenkunde und Phytopathologie nebst Repertorium für Literatur.